# ネフェルティティ (アンドリュー・ヒルのアルバム)
『ネフェルティティ』（Nefertiti）は、アメリカ合衆国のジャズ・ピアニスト、アンドリュー・ヒルが1976年に録音・発表したスタジオ・アルバム。

## 解説
日本のレーベル「イースト・ウィンド」制作のアルバムで、アメリカ盤LPは1979年にインナー・シティ・レコードから発売された。レーベル側はエルヴィン・ジョーンズをドラマーに起用しようとしていたが、折り合いがつかず、最終的にはヒルの推薦により、サン・ラやファラオ・サンダースなどとの共演で知られるロジャー・ブランクがドラムスを担当した。タイトル曲はヒルのオリジナル曲で、ウェイン・ショーターの曲とは同名異曲である。
スコット・ヤナウはオールミュージックにおいて5点満点中4点を付け「ヒルの作品としては少々保守的だが、全編を通じて刺激的である」と評している。

## 収録曲
全曲アンドリュー・ヒル作曲。
1. ブルー・ブラック - "Blue Black" - 14:10
2. リラティヴィティ - "Relativity" - 5:29
3. ネフェルティティ - "Nefertiti" - 8:08
4. ハティー - "Hattie" - 3:47
5. マッドフラワー - "Mudflower" - 7:32
6. アンナチュラル・マン - "Unnatural Man" - 3:23

## 参加ミュージシャン
- アンドリュー・ヒル - ピアノ
- リチャード・デイヴィス - ベース
- ロジャー・ブランク - ドラムス